# Vražba
Vražba este o arie protejată (arie specială de conservare — SAC, sit de importanță comunitară — SCI) din Republica Cehă întinsă pe o suprafață de 7,8 ha, integral pe uscat.

## Localizare
Centrul sitului Vražba este situat la coordonatele 50°20′03″N 15°49′19″E / 50.334167°N 15.821944°E.

## Înființare
Situl Vražba a fost declarat sit de importanță comunitară în aprilie 2005 pentru a proteja 1 specie de plante. Situl a fost protejat și ca arie specială de conservare în iulie 2012.

## Biodiversitate
Situată în ecoregiunea continentală, aria protejată nu include niciun habitat protejat.
La baza desemnării sitului se află o specie protejată de  plante: clopțelul cu frunze de crin (Adenophora lilifolia).